# Atletica leggera agli XI Giochi panafricani - Staffetta 4×400 metri maschile
La staffetta 4×400 metri maschile agli XI Giochi panafricani si è svolta il 16 e 17 settembre 2015 allo Stade Municipal de Kintélé di Brazzaville, nella Repubblica del Congo.
La gara è stata vinta dal Kenya, con la prestazione degli atleti Raymond Kibet, Alex Sampao, Kiprono Koskei e Boniface Mweresa.

## Podio
| Oro     | Kenya Raymond Kibet Alex Sampao Kiprono Koskei Boniface Mweresa           |
| Argento | Botswana Onkabetse Nkobolo Nijel Amos Leaname Maotoanong Isaac Makwala    |
| Bronzo  | Algeria Miloud Laradt Miloud Rahmani Sofiane Bouhedda Abdelmalik Lahoulou |

## Risultati

### Batterie
Qualificazione: i primi 3 di ogni batteria (Q) e i 2 migliori tempi degli esclusi (q) si qualificano in finale.
| Class | Gruppo | Nazione        | Atleti                                                                        | Tempo   | Note                                     |
| ----- | ------ | -------------- | ----------------------------------------------------------------------------- | ------- | ---------------------------------------- |
| 1     | 1      | Kenya          | Raymond Kibet, Alex Sampao, Kiprono Koskei, Boniface Mweresa                  | 3:04.72 | Q                                        |
| 2     | 1      | Botswana       | Onkabetse Nkobolo, Nijel Amos, Leaname Maotoanong, Isaac Makwala              | 3:05.55 | Q                                        |
| 3     | 2      | Nigeria        | Samson Oghenewegba Nathaniel, Robert Simmonson, Henry Okorie, Orukpe Erayokan | 3:07.33 | Q                                        |
| 4     | 2      | Ghana          | George Effah, Daniel Gyasi, Alex Amankwah, Emmanuel Dasor                     | 3:08.23 | Q                                        |
| 5     | 2      | Algeria        | Miloud Laradt, Miloud Rahmani, Sofiane Bouhedda, Abdelmalik Lahoulou          | 3:09.12 | Q                                        |
| 6     | 2      | Etiopia        | Kenenisa Hailu, Mohammed Gemechu, Fikru Abu, Haji Ture                        | 3:10.25 | q                                        |
| 7     | 1      | Senegal        | Mathieu Faye, David Leon Basse, Ousmane Sidibé, Mamadou Gueye                 | 3:10.73 | Q                                        |
| 8     | 1      | Uganda         | Leonard Opiny, Denis Opio, Jimmy Adar, Musa Isabirje                          | 3:12.07 | q                                        |
| 9     | 2      | Rep. del Congo | Fleury Oboba, Gustave Ndadobo, Bamja Ikounga Ndinga, Gilles Anthony Afoumba   | 3:13.16 | Miglior prestazione personale stagionale |
| 10    | 1      | Ciad           | Zakaria Djarma, Abdallah Albain Abbo, Haroun Oumar, Bachir Mahamat            | 3:18.86 | Miglior prestazione personale stagionale |
| dns   | 1      | Sudan          |                                                                               | dns     |                                          |

### Finale
| Class   | Nazione  | Atleta                                                                        | Tempo   | Note              |
| ------- | -------- | ----------------------------------------------------------------------------- | ------- | ----------------- |
| Oro     | Kenya    | Raymond Kibet, Alex Sampao, Kiprono Koskei, Boniface Mweresa                  | 3:00.34 | Record dei Giochi |
| Argento | Botswana | Onkabetse Nkobolo, Nijel Amos, Leaname Maotoanong, Isaac Makwala              | 3:00.95 | Record nazionale  |
| Bronzo  | Algeria  | Miloud Laradt, Miloud Rahmani, Sofiane Bouhedda, Abdelmalik Lahoulou          | 3:03.07 |                   |
| 4       | Nigeria  | Samson Oghenewegba Nathaniel, Robert Simmonson, Henry Okorie, Orukpe Erayokan | 3:03.52 |                   |
| 5       | Ghana    | George Effah, Daniel Gyasi, Alex Amankwah, Emmanuel Dasor                     | 3:05.15 |                   |
| 6       | Senegal  | Mathieu Faye, David Leon Basse, Ousmane Sidibé, Mamadou Gueye                 | 3:07.73 |                   |
| 7       | Etiopia  | Kenenisa Hailu, Mohammed Gemechu, Fikru Abu, Haji Ture                        | 3:09.75 |                   |
| 8       | Uganda   | Leonard Opiny, Denis Opio, Jimmy Adar, Musa Isabirje                          | 3:11.53 |                   |